# BAPS
BAPS, właściwie: Bochasanwasi Akshar Purushottam Swaminarayan Sanstha to największa organizacja religijna nurtu Swaminarayan Sampradaya, założonego w 1801 r. przez Swaminarajana. Od jego śmierci w 1830 r. pojawiły się kontrowersje, co do jego sukcesji w wyniku czego powstało co najmniej tuzin grup, które uważają Swaminarajana za boga, ale różnią się szczegółami swojej teologii i przywództwa religijnego. Swaminarayan Sampradaya jest obecnie jedną z najszybciej rozwijających się tradycji hinduistycznych na świecie, z ponad dwoma tysiącami świątyń. Dziś obejmuje kilka międzynarodowych organizacji, w szczególności BAPS, które razem mają ponad pięć milionów członków w Indiach i za granicą. 
BAPS założył w 1907 r. z niewielką grupą wyznawców Shastri Yagnapurushdas (Shastriji Maharaj) ustanawiając linię guru jako kolejnych manifestacji Swaminarajana. Gdy zmarł w 1951 r. organizacja była już znacznie rozwinięta, posiadała pięć dużych świątyń oraz filię w Nairobi (Kenia). Jego następca Yogiji Maharaj przyczynił się do większego rozwoju BAPS, głównie w Indiach, wschodniej Afryce i w Wielkiej Brytanii, gdzie w 1970 r. w Londynie (Islington) powstała pierwsza angielska świątynia BAPS. Kolejny guru Pramukh Swami Maharaj (1971-2016) założył ponad 1100 świątyń, w tym jedną z największych hinduistycznych świątyń świata Akshardham w Delhi. Obecnym guru jest Mahant Swami Maharaj. Teologia BAPS opiera się szczególnie na kulcie Bhagwana, guru i świętych pism (głównie Waczanamrut (Vacanāmrut, Nektar Słów).
BAPS wzniosło wiele świątyń (mandir), z których niektóre są zaliczane do największych i najpiękniejszych współczesnych sakralnych budowli hinduizmu. Są to m.in.:

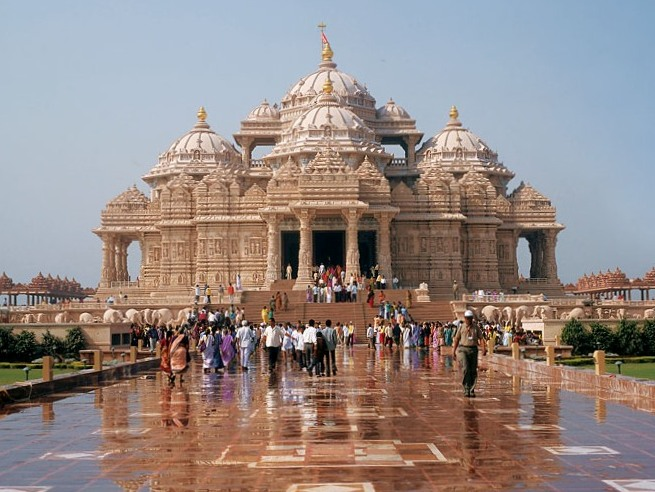
Akshardham w Delhi (Indie)
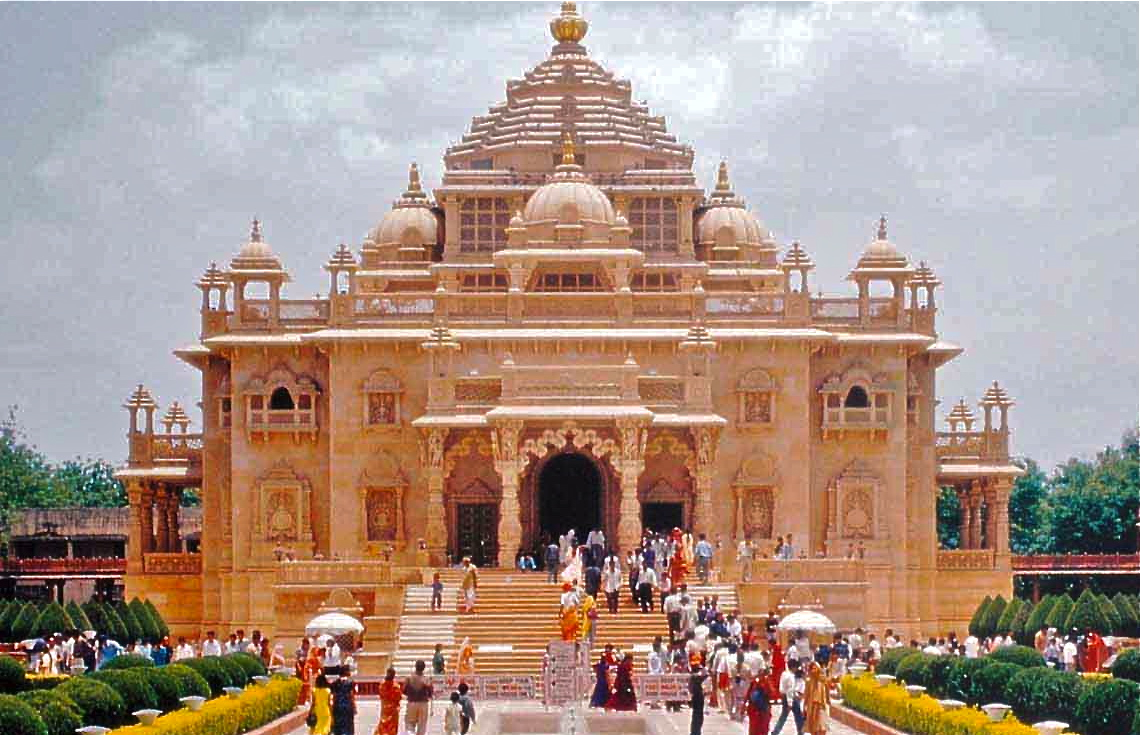
Akshardham w Gandhinagar (Indie)
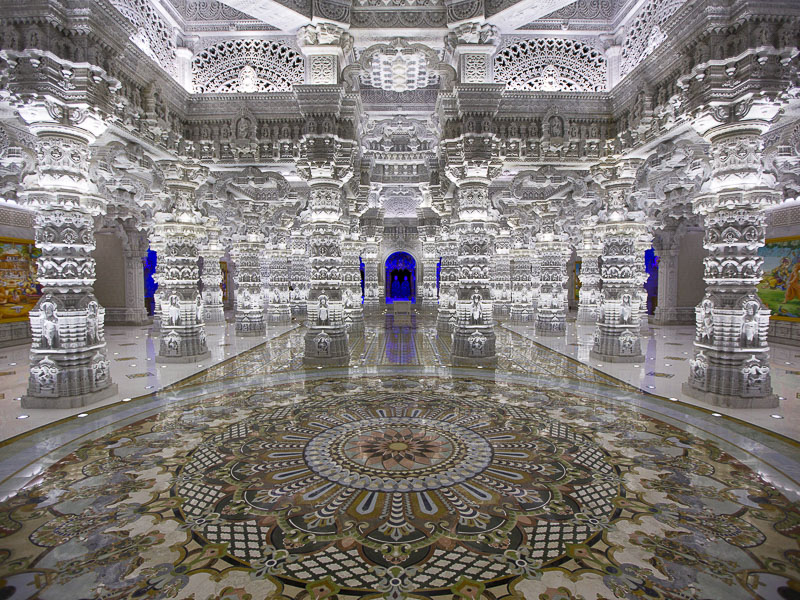
Akshardham w Robbinsville (USA)
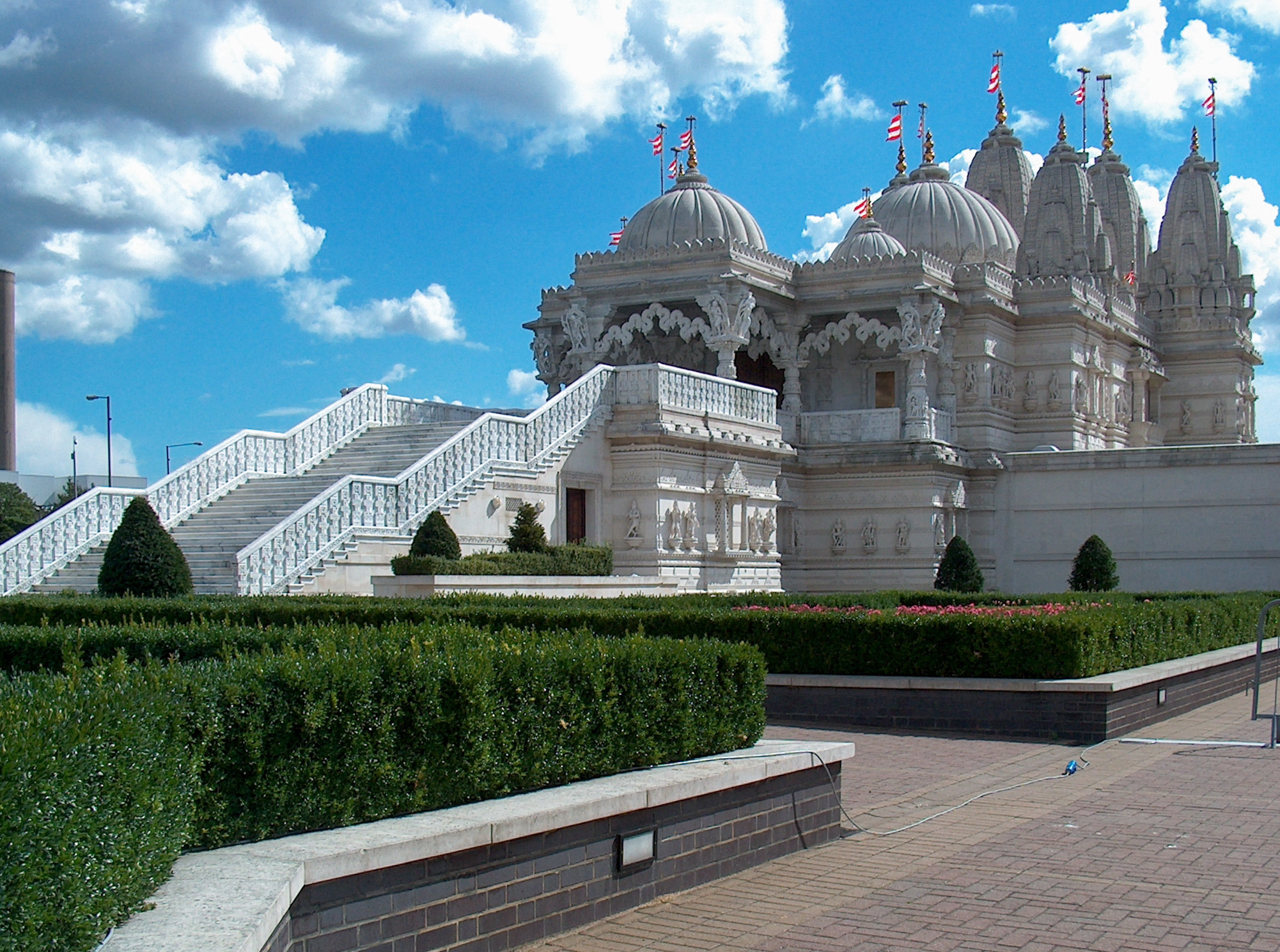
BAPS Shri Swaminarayan Mandir w Londynie (Wielka Brytania)
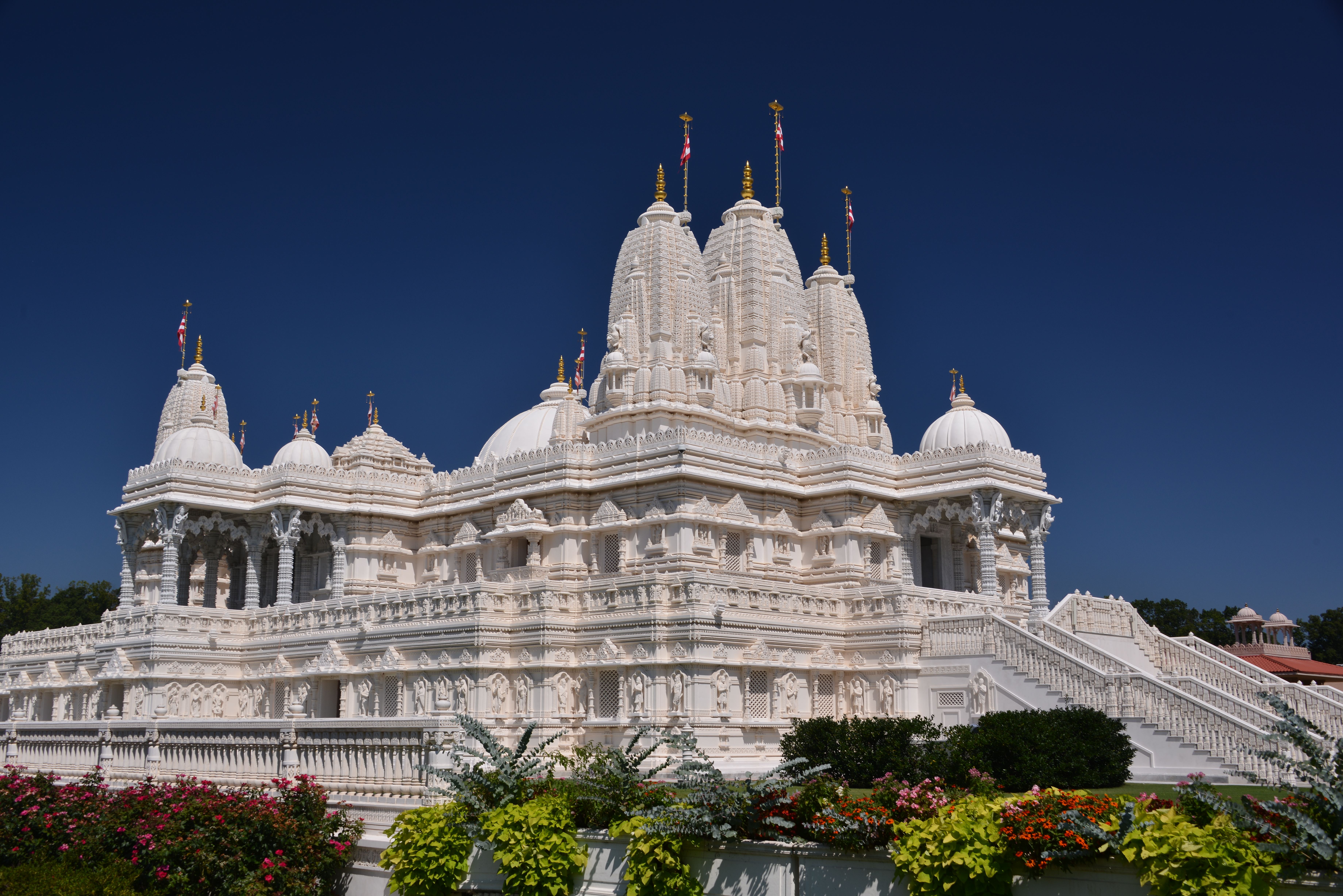
BAPS Shri Swaminarayan Mandir w Atlancie (USA)
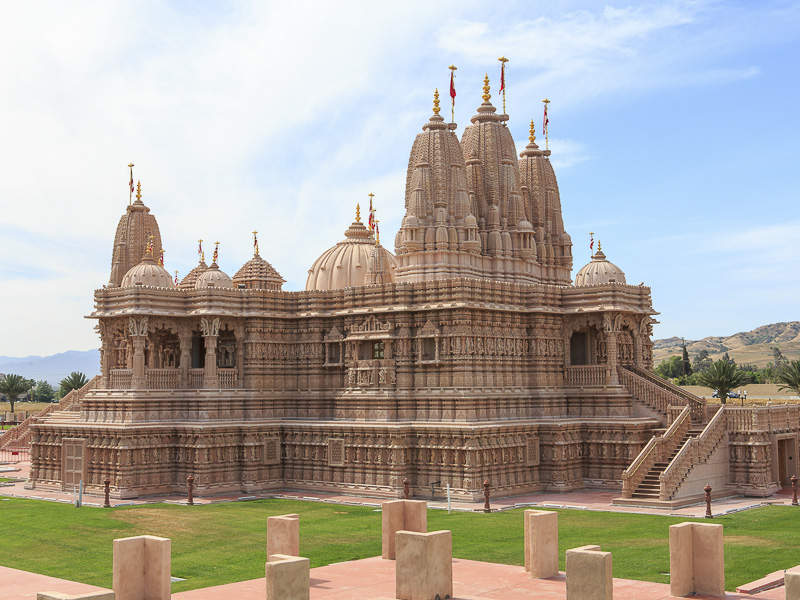
BAPS Shri Swaminarayan Mandir w Los Angeles (USA)
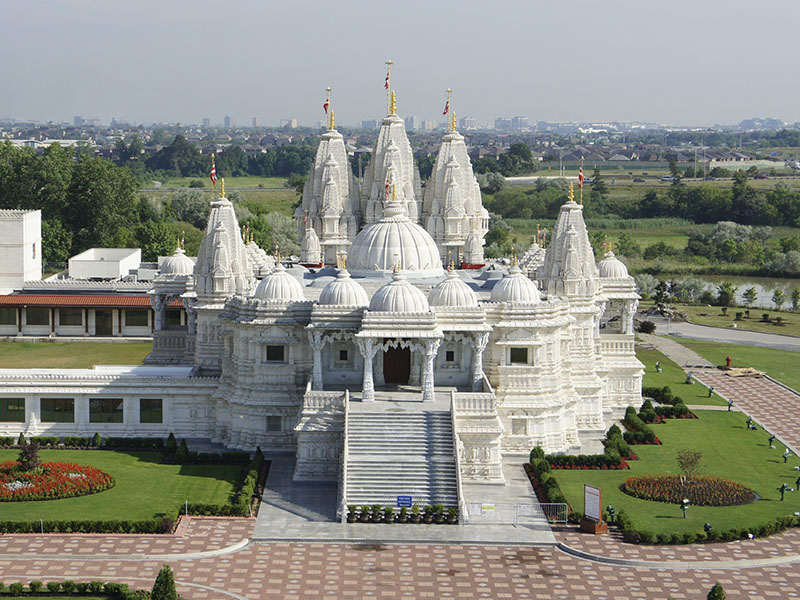
BAPS Shri Swaminarayan Mandir w Toronto (Kanada)

- Akshardham w Delhi (Indie)
- Akshardham w Gandhinagar (Indie)
- wnętrze Akshardhamu w Robbinsville  (USA)
- BAPS Mandir w Londynie (Wielka Brytania)
- BAPS Mandir w Atlancie (USA)
- BAPS Mandir w Los Angeles (USA)
- BAPS Mandir Toronto (Kanada)